# Code of Vengeance
Code of Vengeance, ursprünglich geplant als All That Glitters, ist eine US-amerikanische Fernsehserie aus dem Jahr 1985. Sie war der erste Ableger der Kultserie Knight Rider (1982–1986). Da sie nie in Deutschland ausgestrahlt wurde, halten viele die 1997 produzierte Serie Team Knight Rider fälschlicherweise für den ersten Ableger von Knight Rider. Die Serie war sehr kurzlebig und wurde bereits nach einer Staffel, bestehend aus dem Pilotfilm und vier 90-minütigen Episoden, wieder eingestellt.

## Entstehung
Die ursprüngliche Idee kam von Knight-Rider-Erfinder Glen A. Larson und dem ebenfalls an Knight Rider mitwirkenden Robert Foster. Die beiden planten eine Serie namens All That Glitters („Alles, was glänzt“), und die Hauptfiguren sollten dem Publikum in einer Episode von Knight Rider vorgestellt werden. Die Gelegenheit bot sich beim Dreh einer der letzten Episoden der zweiten Staffel, im März 1984, als David Hasselhoff seine erste Frau, Catherine Hickland, heiratete. Um dem Paar mehr Zeit für Hochzeit und Flitterwochen zu geben, spielten Michael Knight und K.I.T.T in der Doppelfolge Goldschmuggel / Das Schlangenmaul eine Nebenrolle.

## Der 1. Pilotfilm:All That Glitters
Die Knight-Rider-Episode Goldschmuggel / Das Schlangenmaul (1984) sollte als Backdoor-Pilot für All That Glitters dienen und die Hauptfiguren vorstellen. Diese sind David Dalton (gespielt von L. Charles Taylor), Joanna St. John (gespielt von Joanna Pettet) und Archibald Hendley (gespielt von George Murdock).
Im Pilotfilm arbeiten David und Joanna, die sich in dieser Folge kennenlernen, mit den Knight-Rider-Figuren Michael Knight und K.I.T.T. zusammen, um einen gefährlichen Waffenhändler namens Eduardo O’Brien zu fassen, dessen Leute zudem Joannas Ehemann ermordet haben. Am Ende der Episode erscheint Davids Boss, ein Mitarbeiter vom US-Justizministerium, Archibald Hendley, und verkündet David, dass er zukünftig nicht mehr alleine arbeiten wird, da Joanna nun zum Team gehört. Im fünften Knight-Rider-Roman Mirror Images wird enthüllt, dass sich David und Joanna kurz nach der Handlung dieser Episode verlobt haben.
Da die Serie eine sehr große Ähnlichkeit zu der bereits von Larson im Jahr zuvor für den Konkurrenzsender CBS gedrehten Serie Mode, Models und Intrigen hatte, nahm NBC All That Glitters nicht als Serie auf.

## Der 2. Pilotfilm:Code of Vengeance
1985 beschloss der Sender NBC schließlich, eine Serie mit L. Charles Taylor als David Dalton zu drehen, allerdings unter einem anderen Namen und mit anderem Schwerpunkt. Statt des nie realisierten Sequels All That Glitters entstand ein Prequel namens Code of Vengeance. Diese Reihe beschäftigt sich mit Daltons Vergangenheit und spielt ein paar Jahre vor Das Schlangenmaul. Er ist hier ein langhaariger Vietnam-Veteran, der als Landstreicher durch die Vereinigten Staaten reist und hilfsbedürftigen Leuten unter die Arme greift. Seinen späteren Chef Archibald Hendley sowie seine spätere Frau Joanna St. John kennt er zu diesem Zeitpunkt noch nicht, weshalb beide in der Serie nicht dabei sind.
Im Pilotfilm ist Dalton kurz zuvor von Vietnam in die USA zurückgekommen und hilft einer Familie gegen Verbrecher.
Der „jüngere“, gerade aus Vietnam zurückgekommene Dalton aus Code of Vengeance verhält sich entsprechend härter und brutaler als der „ältere“ Dalton aus Das Schlangenmaul bekannte Regierungsagent, zu dem er ein paar Jahre später wird. Dieser lehnt den Einsatz von Schusswaffen stets ab und kämpft relativ gewaltfrei. Der Vietnam-Veteran hingegen kämpft mit brutaler Härte und hat keine Probleme, Verbrecher zu ermorden. In Werbespots wurde die Sendung mit „Auf den Spuren von Rambo“ angekündigt, da Rambo II kurz zuvor in den Kinos angelaufen war. Die Sendung wurde bereits nach einem Pilotfilm und drei Folgen wieder abgesetzt.

## Die Episoden
Am Anfang der zweiten Folge Patriot Play, die vom IMDB-Rating die beste Beurteilung der Serie bekam, sieht man Ausschnitte aus Vietnam, in denen Dalton einem Kollegen das Leben rettet und selbst fast stirbt. In den Staaten sucht er seinen ehemaligen Major aus Vietnam, den er in Houston (Texas) findet. Der Major will seinen Sohn zu sich nehmen, der bei der Mutter lebt. Dalton schlägt sich auf die Seite von Mutter und Sohn, was den Major nicht darin hindert, seinen Sohn gewaltsam zu kidnappen und die Mutter von Handlangern brutal zusammenschlagen zu lassen. Zudem wollen seine Handlanger eine Bombe auf einer großen Veranstaltung explodieren lassen. Der Major leidet unter einem Vietnam-Trauma, und es kommt zu einem entscheidenden Kampf mit Dalton, in dem der Major von einem Polizisten erschossen wird. Dalton kann die Bombe gerade noch auf einer freien Fläche zur Explosion bringen, ohne dass Menschen verletzt werden.
In der dritten Folge At Ruster’s Moon hilft Dalton einer Viehzüchterin beim Verteidigen ihrer Rinder. In der vierten und letzten Folge The Last Hold Out greift er einer Obst- und Gemüsehändlerfamilie unter die Arme.

## Trivia
- Laut diverser Quellen sollte Code of Vengeance zeitlich vor All That Glitters spielen. Code of Vengeance wurde 1985 gedreht, spielt zeitlich jedoch um 1980/81, und erzählt die Geschichte des Vietnam-Veteran David Dalton, der gerade wieder in den Vereinigten Staaten angekommen und dort als Landstreicher unterwegs ist. All That Glitters wurde 1984 gedreht und spielt 1983. Dalton hat sein Dasein als Vagabund beendet und arbeitet für Archibald Hendley, wo er in Das Schlangenmaul seine spätere Frau Joanna St. John kennenlernt.[1]
- Der Dalton-Darsteller Charles Taylor hatte vorher keine Erfahrung als Schauspieler. Er spielte während der Schulzeit ein wenig Theater und war u. a. als Türsteher der New Yorker Disco Studio 54 aktiv.
- Die Knight-Rider-Episode Mouth of the Snake wird in den USA häufig als All That Glitters angegeben, oder als Mouth of the Snake a.k.a. All That Glitters.
- Glen Larson, der Erfinder von All That Glitters, beteiligte sich an Code of Vengeance nicht. Lediglich Robert Foster fungierte als Produzent.
- Daltons Bewegungen stammen von der sogenannten Méthode Naturelle ab, woraus der Franzose David Belle in den 1990er-Jahren die Sportart Parkour entwickelte. Die Methode Naturelle hat ihren Ursprung im französischen Militär und diente dazu, sich im Dschungel besser fortbewegen zu können. In den USA nennt man es „Free Running“.